# داء الاصطباغ الدموي اليفعي
داء الاصطباغ الدموي اليفعي، يُعرف أيضًا باسم داء الاصطباغ الدموي من النوع 2، هو شكل نادر الحدوث من داء الاصطباغ الدموي الوراثي، إذ يصيب الأفراد اليافعين، عادة ما بين 15 و30 سنة، لكن قد يحدث في حالات قليلة في وقت لاحق من العمر. يتميز هذا المرض بانعدام القدرة على التحكم في كمية الحديد الممتصة بواسطة الجسم، ما يؤدي بدوره إلى فرط حمل الحديد، إذ يتراكم الحديد الزائد في مناطق عديدة من الجسم متسببًا في تلف تلك المناطق التي يتراكم داخلها.
يُعتبر هذا الداء أحد الاضطرابات الوراثية الناجمة عن الطفرات إما في جين «إتش جيه في» (الذي يُعرف أيضًا باسم «إتش إف إي 2») أو في جين «إتش إيه إم بّي»، إذ ينتقل الاضطراب بصفة صبغية جسدية متنحية. بالاستناد إلى تأثر أحد هذين الجينين، يمكن تقسيم هذا المرض إلى فرعين ثانويين، النوع «2 إيه» والنوع «2 بي».

## العلامات والأعراض
تشمل أبرز الأعراض المرافقة لداء الاصطباغ الدموي اليفعي كلًا مما يلي:
- الضعف
- الخمول
- فرط التصبغ
- الاعتلال المفصلي
- داء السكري
- أمراض القلب (اعتلال عضلة القلب التوسعي). تُعتبر المضاعفات الناجمة عن أمراض القلب السبب الرئيسي للوفاة لدى الأفراد المصابين بداء الاصطباغ الدموي اليفعي غير المعالج.
- قصور الغدد التناسلية (انخفاض النشاط في الأعضاء التناسلية)، ما قد يسبب انخفاض الرغبة الجنسية والعقم.
- انقطاع الحيض لدى الإناث.
- ضعف الانتصاب لدى الذكور.
- انخفاض الشهية.
- زيادة خطر الإصابة بالعدوى بواسطة مجموعة محددة من البكتيريا بما في ذلك فيبريو فولنيفيكوس.

تشمل المضاعفات الأخرى كلًا مما يلي:
- التليف الكبدي الخلقي

تشمل المضاعفات والأعراض الأقل شيوعًا كلًا مما يلي:
- هشاشة العظام
- تضخم الكبد
- تشمع الكبد
- اضطراب النظم القلبي
- قصور الدرقية
- قصور الكظر

## العلاج
يشابه علاج داء الاصطباغ الدموي اليفعي ذلك المستخدم في علاج الأشكال الأخرى من داء الاصطباغ الدموي وفرط حمل الحديد، إذ ينصب تركيز العلاج على خفض كمية الحديد في الجسم بهدف الحد من المضاعفات الناجمة عن فرط حمل الحديد. مع ذلك، في حال التأخر في اكتشاف المرض أو الفشل في السيطرة على ترقي المرض، يمكن إدخال علاجات إضافية من أجل استهداف تلف الأعضاء المتطور.